# Sokolka (Plasy)
Sokolka je samota tvořena několika chalupami ležící u silnice I/27 mezi Plasy a Hadačkou, na katastrálním území vsi Žebnice. Samota se rozkládá při vrcholu bezejmenného návrší mezi Plasy, Žebnicí, Roudou a Babinou v místech, kde se v polovině 19. století nová trasa „císařské silnice“ napojila na původní cestu mezi Plasy a Mariánskou Týnicí. U Sokolky dnes končí zachovalý jižní úsek staré plaské cesty. Jméno samoty se promítá do místního názvu Pod Sokolkou pro část pole jihovýchodním směrem.
Samota Sokolka vznikla ve 2. polovině 19. století. Stávala zde socha zakladatele cisterciáckého řádu – svatého Bernarda. Sochu dal v roce 1700 vytvořit opat Evžen Tyttl. V roce 1893 nechala správa plaského panství sochu přemístit ze Sokolky do blízkosti prelatury v Plasích. Důvodem přesunu byla skutečnost, že se po vzniku hospody na Sokolce stala tato lokalita oblíbeným nocležištěm kočujících společností a socha světce se tak často ocitala v „nedobré společnosti“.

Sokolka a její okolí
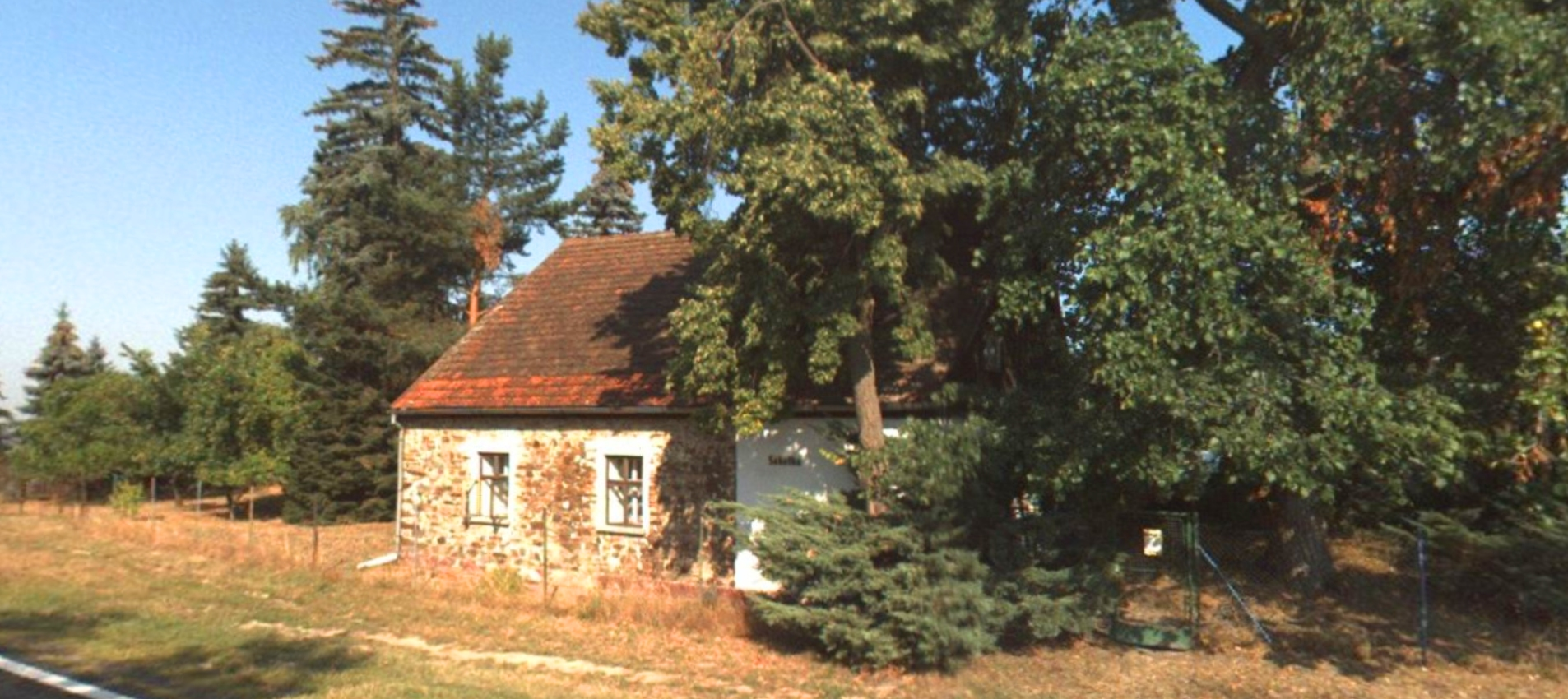
Rekreační objekt s nápisem „Sokolka“ u silnice Plasy – Hadačka (léto 2015)
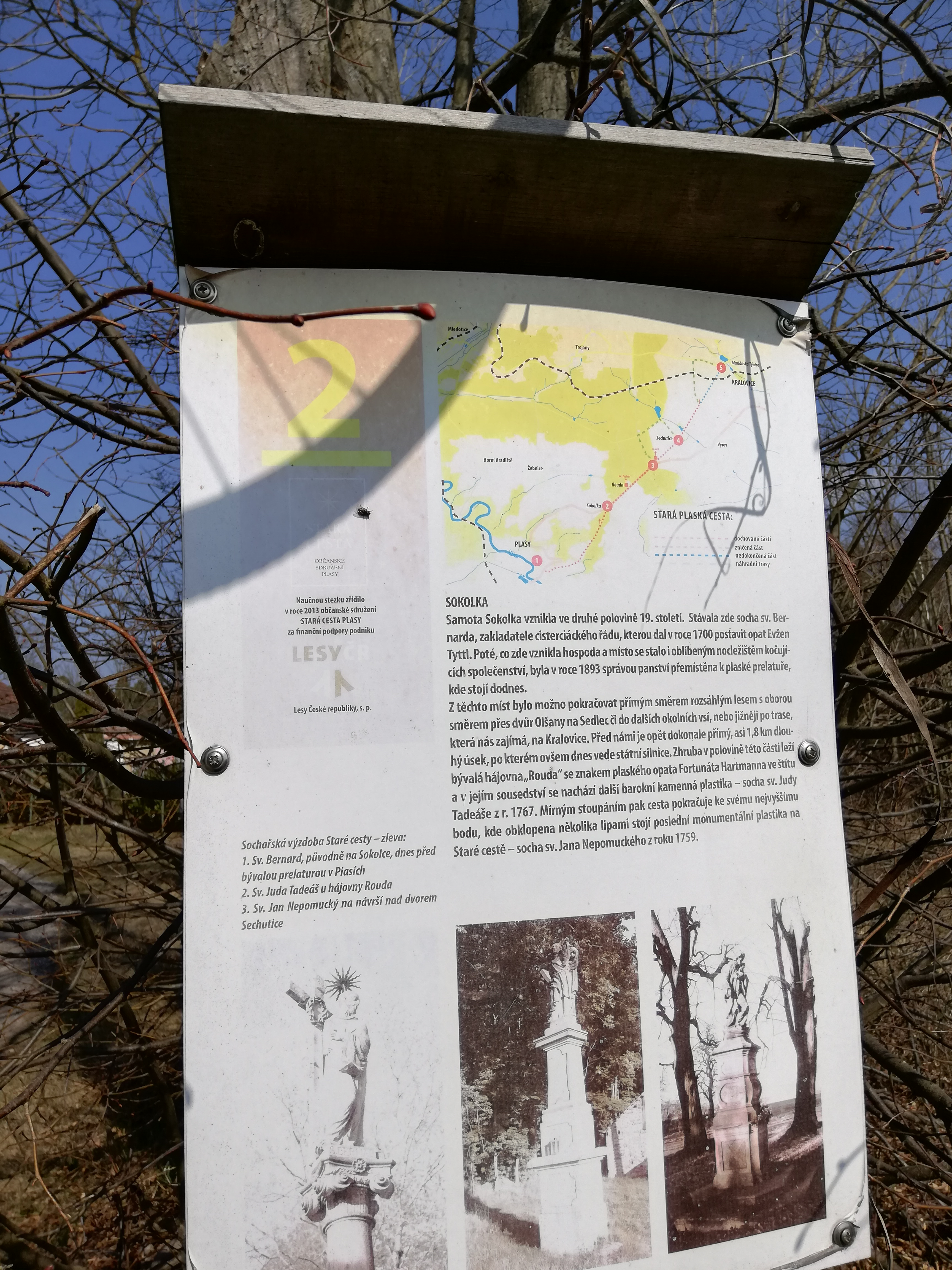
Informační tabule „Sokolka“ na staré plaské cestě
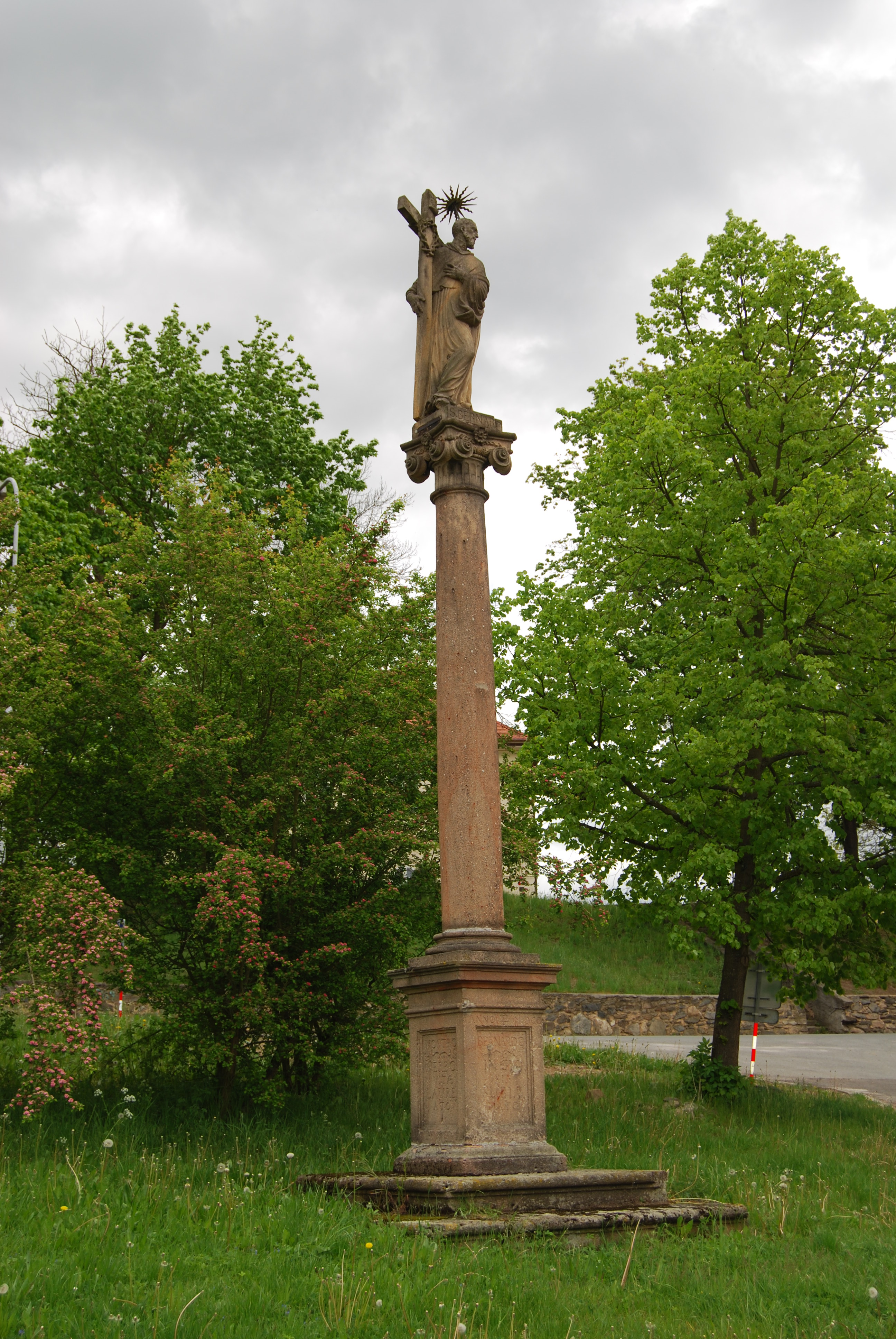
Svatý Bernard na sloupu v Plasích mezi prelaturou (zámkem) a budovou hospodářského dvora s věží svatého Floriána (v areálu plaského kláštera)